# Herzdamen an der Elbe
Herzdamen an der Elbe ist eine deutsche Filmkomödie, die 2012 von Regisseur Thomas Nennstiel im Auftrag der ARD und ARD Degeto inszeniert wurde. Es ist die Fortsetzung von Herzdamen.

## Handlung
Die Köchin Maria Lieblich betreibt zusammen mit ihren Freundinnen Carola Bleibtreu und Steffi Krieg in Dresden ein Restaurant mit österreichischer Küche. Das Restaurant hat sich allerdings noch nicht etabliert, und so befinden sich die drei Frauen in finanziellen Schwierigkeiten, die sie mit Hilfe ihrer Hausbank zu lösen versuchen.
Auf diese Schwierigkeiten wird auch ein Stammgast des Restaurants, der elegante Reeder Hermann Augartner, aufmerksam und bietet Maria an, dass die drei Damen ein großes Buffet auf einem Schiff seiner Raddampferflotte ausrichten können. Um die nötige Ausstattung dafür anzuschaffen, muss die Bank allerdings zunächst den Kredit aufstocken.
Blauäugig lässt sich Maria Lieblich auf das Angebot des Reeders, der sie umgarnt hat, ein und verlässt sich auf dessen mündliche Zusage.
Nachdem ein neuer Koch gefunden wurde, laufen die Vorbereitungen für das Buffet auf Hochtouren, dank des Engagements von Carola, die mit dem evangelischen Pfarrer der nahegelegenen Christuskirche (in der Realität die Kirche Maria am Wasser) flirtet und diesen Kontakt nutzt, um ganz nebenbei an günstige Hilfskräfte für die Küchenarbeiten zu gelangen. So werden die Bewohner eines luxuriösen Seniorenwohnheims kurzerhand zum Kartoffelschälen überredet. Mitten in die Vorbereitungen platzt schließlich die Nachricht Herrn Augartners, dass er das Buffet leider absagen müsse, da die Reisegruppe leider in London am Flughafen festsitze. Ohne schriftlichen Vertrag lässt er die Damen auf den Kosten und den Lebensmitteln sitzen.
Wie es der Zufall so will, befindet sich aber unter den Bewohnerinnen des Seniorenwohnheims die Mutter des Reeders, die sich zudem als Eigentümerin des Raddampfers herausstellt, auf dem das Buffet stattfinden sollte. Diese unterschreibt kurzerhand das Buffetangebot der Restaurantbetreiberinnen und zwingt so ihren ungeliebten Sohn zur Zahlung der von ihm verursachten Kosten. So sind die Damen ihre Existenzsorgen erst einmal los und können sich nun ganz dem Restaurant und den sich anbahnenden oder schon vorhandenen Liebesbeziehungen widmen.

## Dreharbeiten und Drehorte
Die Dreharbeiten fanden im Sommer 2011 in Dresden und Umgebung statt. Als Kulisse für das Restaurant „Elbschlösschen“ diente die Wollnervilla in Dresden-Wachwitz, weitere Drehorte waren das Schloss Wackerbarth in Radebeul, die Elbe zwischen Terrassenufer und Blauem Wunder sowie vor dem Portal des Ständehauses, das im Film als Außenansicht des Bankgebäudes dient.

## Hintergrund
Der Film erlebte am 12. April 2013 um 20:15 Uhr seine Erstausstrahlung in der ARD.